# Działy (Mogilany)
Działy – część wsi Mogilany w Polsce położona w województwie małopolskim, w powiecie krakowskim, w gminie Mogilany. 
W latach 1975–1998 Działy administracyjnie należały do województwa krakowskiego.